# 개인회생
개인회생은 과도한 채무로 인해 생활이 어려운 개인이 일정 기간 동안 일정 금액을 변제한 후, 남은 채무를 탕감받는 법적 제도이다. 채무자의 소득을 통해 가능한 범위 내에서 빚을 갚고, 일정 금액 이상의 채무는 법적 보호를 통해 면제받을 수 있다. 개인회생은 신용회복과 동시에 채권자와 채무자 간의 이익을 조정하는 제도로, 경제적 회생을 목적으로 한다.

## 개인회생 절차
1. 개인회생 신청: 채무자는 법원에 개인회생을 신청해야 한다. 신청 시 채무자는 자신의 재산, 소득, 채무 상황을 정확하게 보고해야 하며, 이 자료는 법원이 변제 계획을 승인할지 여부를 결정하는 중요한 기준이 된다.
2. 법원의 조사 및 개시 결정: 법원은 신청서를 토대로 채무자의 자산과 소득 상황을 조사한 후, 회생 절차를 개시할지 결정한다. 개시 결정이 내려지면, 채무자는 채권자와의 접촉이나 변제 압박에서 일시적으로 보호된다.
3. 변제 계획서 제출: 채무자는 법원의 승인을 받은 변제 계획서를 제출해야 한다. 이 계획서는 향후 몇 년 동안 채무자가 매월 얼마를 변제할지 구체적으로 명시해야 한다.
4. 변제 수행: 법원이 승인한 변제 계획에 따라 채무자는 정해진 기간 동안 매월 일정 금액을 변제한다. 이 기간은 보통 3~5년으로 설정되며, 변제 금액은 채무자의 소득과 생활비를 고려해 산정된다.
5. 남은 채무 면제: 변제 기간이 끝나고 법원의 승인을 받은 경우, 남아 있는 채무는 전액 면제된다. 이를 통해 채무자는 경제적 재기를 할 수 있다.

## 개인회생의 장단점

### 장점
1. 채무 탕감: 변제 기간 동안 일정 금액을 변제하면 남은 채무는 전액 면제된다.
2. 법적 보호: 개인회생 신청 후, 채권자들의 압박이나 추심 활동으로부터 보호받을 수 있다.
3. 채무 조정: 법원에서 합리적인 변제 계획을 승인받아 현실적인 채무 조정이 가능하다.

개인회생의 추가적인 장점은 다음과 같습니다.
강제력 있는 채무 조정: 개인회생은 법원의 승인을 받아 진행되므로, 채권자가 반대하더라도 법적 효력이 발생하여 강제적으로 채무를 조정할 수 있다.
소득에 맞춘 변제 계획: 신청인의 소득과 생활비를 고려하여 변제 금액이 결정되므로, 현실적인 수준에서 상환이 가능하다.
주거 및 생계 보호: 개인회생을 신청하더라도 기본적인 생활을 유지할 수 있도록 일정 수준의 재산(주택, 생활필수품 등)은 보호된다.
가족에게 미치는 영향 최소화: 채무를 조정받아 안정적인 재정 관리를 할 수 있어, 가족의 경제적 부담을 줄이고 정상적인 생활을 지속할 수 있다.
신용 회복 기회: 변제 기간이 끝나고 모든 절차를 정상적으로 완료하면 신용등급이 점진적으로 회복될 수 있어, 장기적으로 금융 거래가 가능해진다.
압류 및 강제집행 방지: 개인회생 절차가 개시되면 채권자의 급여 압류, 부동산 강제경매 등의 조치를 중단시킬 수 있다.
이자 부담 경감: 원금뿐만 아니라 연체 이자까지 조정되거나 면제될 수 있어, 전체적인 채무 부담을 크게 줄일 수 있다.
신용불량자 등록 방지: 개인회생을 신청하면 채무 불이행으로 인한 신용불량자(채무불이행자) 등록을 피할 수 있다.

### 단점
1. 신용등급 하락: 개인회생을 신청하면 신용등급이 급격히 하락하며, 향후 금융 활동에 제한이 있을 수 있다.
2. 변제 기간의 부담: 3~5년간 매달 일정 금액을 변제해야 하므로 재정적 부담이 있다.
3. 재신청 제한: 개인회생 절차는 반복적으로 신청할 수 없으며, 일정 기간 동안 재신청이 제한된다.

개인회생의 추가적인 단점은 다음과 같습니다.
금융 거래 제한: 개인회생 절차를 밟으면 일정 기간 동안 신용카드 발급, 대출, 할부 구매 등이 어려워질 수 있다.
사회적 신뢰도 하락: 개인회생 정보가 금융기관 및 일부 기업에 공유될 수 있어, 취업이나 임대 계약 등에서 불이익을 받을 가능성이 있다.
담보 대출 유지 어려움: 기존에 담보 대출이 있는 경우, 변제 계획에 따라 담보권이 행사될 수 있어 주택이나 차량을 상실할 위험이 있다.
보증인에게 영향: 개인회생을 신청한 본인은 채무 변제를 조정받을 수 있지만, 보증인이 있는 경우 보증인에게 변제 책임이 전가될 수 있다.
절차의 복잡성: 법원을 통해 진행해야 하는 만큼 서류 준비, 변제 계획 수립 등 과정이 복잡하고, 법률 전문가의 도움을 받는 경우 추가 비용이 발생할 수 있다.
재산 처분 가능성: 일정 금액 이상의 재산(부동산, 자동차, 예금 등)이 있는 경우 이를 처분해야 할 수도 있다.
심리적 스트레스: 장기간 동안 재정적인 제한을 감수해야 하며, 사회적으로 위축될 수 있는 심리적 부담이 있다.